# Керн, Мартин (футболист)
Ма́ртин Керн (венг. Kern Martin; род. 23 марта 2006) — венгерский футболист, полузащитник клуба «Штурм».

## Клубная карьера
Керн — воспитанник клуба «Академия Пушкаша». 12 февраля 2023 года в матче против «Залаэгерсега» он дебютировал в чемпионате Венгрии. 

## Международная карьера
В 2023 году Керн в составе юношеской сборной Венгрии принял участие в домашнем юношеском чемпионате Европы. На турнире он сыграл в матчах против команд Уэльса, Польши и Ирландии.